# Рыбинка (приток Чёрного ручья)
Рыбинка — река в России, протекает по Лужскому району Ленинградской области. Устье реки находится в 4 км по правому берегу ручья Чёрного, впадающего в озеро Врево. Длина реки составляет 14 км.

## Данные водного реестра
По данным государственного водного реестра России относится к Балтийскому бассейновому округу, водохозяйственный участок реки — Луга. Относится к речному бассейну реки Нарва (российская часть бассейна).
Код объекта в государственном водном реестре — 01030000512102000025729.